# Sahachiro Hata
Sahachiro Hata, född 23 mars 1873 i Masuda, Shimane, död 22 november 1938, var en japansk läkare och bakteriolog.
Hata blev professor i bakteriologi vid universitetet i Tokyo och avdelningsföreståndare vid Kitasatoinstitutet för infektionssjukdomar där. Hata var medarbetare till Paul Ehrlich under dennes kemoterapeutiska arbeten, som 1910 resulterade i framställningen av ett mot syfilis verksamt arsenikpreparat, salvarsan.